# 도리이 다다테루 (1665년)

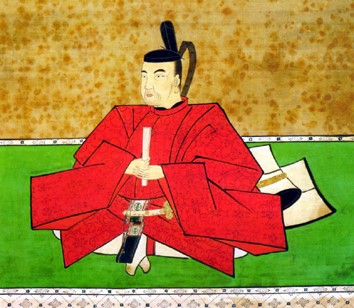
도리이 다다테루

도리이 다다테루(일본어: 鳥居忠英, 1665년 ~ 1716년 5월 12일)는 에도 시대 중기의 다이묘이다. 노토 시모무라 번주, 오미 미나쿠치 번주, 시모쓰케 미부 번 초대 번주를 지냈다. 미부 번 도리이가(壬生藩鳥居家) 제5대 당주. 다카토 번주 도리이 다다노리의 차남으로 태어났다.
|  | 노토 시모무라 번 번주 (도리이가) 1689년 ~ 1695년 | 후임 폐번 및 막부령 |

| 전임 가토 아키히데 | 미나쿠치 번 번주 (도리이가) 1695년 ~ 1712년 | 후임 가토 요시노리 |

| 전임 가토 요시노리 | 제1대 미부 번 번주 (도리이가) 1712년 ~ 1716년 | 후임 도리이 다다아키라 |